# Smrt in pogreb Maa Cetunga
Mao Cetung je bil kitajski komunistični diktator, na oblasti od ustanovitve Ljudske republike Kitajske leta 1949 do njegove smrti leta 1976, ko je umrl zaradi kapi, po več letih slabega zdravja.  

## Bolezen in smrt
Ko je Mao maja 1976 opravil svoj zadnji javni govor, je bil že zelo krhek in je komaj zmogel govoriti in hoditi. V začetku tega leta je doživel dva srčna infarkta, ki ga sta ga močno prizadela. Nekatera poročila pravijo, da naj bi trpel tudi za številnim pljučnimi in srčnimi bolezni, imel pa naj bi tudi Parkinsonovo bolezenijo. 2. septembra okrog 17:00 popoldne je Mao ponovno doživel srčni infarkt, ki je bil veliko hujši od prejšnjih dveh v začetku tega leta in je prizadel veliko večjo površino njegovega srca. Tri dni pozneje, 5. septembra je bil zaradi še enega srčnega infarkta prikljenjen na posteljo. 7. septembra popoldne se je Maovo zdravstveno stanje postopoma poslabšalo. Njegovi organi so začeli hitro odpovedovati in malo pred poldnevom je padel v komo, zaradi česar je kmalu prenehal dihati, nato pa je bil premeščen na respirator in druge stroje za vzdrževanje življenja. Kljub temu ni nič okreval in njegovo stanje se je še naprej slabšalo. Kitajski vladni uradniki so se nato popoldne 8. septembra odločili, da mu ob polnoči odklopijo stroje za vzdrževanje življenja, saj so vedeli, da Mao ne bo preživel. Ob 00:00 9. septembra 1976 so kitajski vladni uradniki izklopili stroje in deset minut pozneje je 82-letni Mao Cetung umrl. Pozno zjutraj je radijsko sporočilo po vsej državi objavilo novico o Maovi smrti, medtem ko je pozvalo k enotnosti strank.  

## Pogreb
Maovo balzamirano truplo, oblečeno v zastavo CPC, je en teden ležalo v veliki dvorani ljudstva. V tem obdobju se je milijon ljudi (nobeden od njih tuji diplomati, mnogi so odkrito jokali ali kazali kakšno žalost) stopili ob njegovo truplo v krsti, da bi se mu poklonili. Uradni portret Maa je bil obešen na steno s transparentom: "Nadaljujte s tem, kar je zapustil predsednik Mao, in nadaljujte z vzrokom proleterske revolucije do konca". 17. septembra so Maovo truplo z minibusom odpeljali iz Velike ljudske dvorane v Maojiawan v bolnišnico 305, ki jo je vodil Liu Zhisui, Maovi notranji organi pa so bili ohranjeni v formaldehidu. Kljub njegovi prošnji, da bi ga kremirali, so njegovo truplo razstavili v njegov mavzolej, kjer je na voljo za ogled.